# Zaine Alabidim de Marrocos
Zainal Abidim de Marrocos foi um rei de Marrocos da Dinastia Alauita. Reinou entre junho e novembro de 1741. Foi antecedido no trono por Abedalá de Marrocos, e foi seguido no trono pelo 4º reinado de Abedalá de Marrocos. Seguiu-se-lhe Maomé III.